# ハリモグラ
ハリモグラ（針土竜、学名: Tachyglossus aculeatus）は、単孔目ハリモグラ科ハリモグラ属に分類される単孔類。本種のみでハリモグラ属を構成する。
背面がトゲで覆われており、特有の吻と特化した舌を持ち、それを使い獲物であるアリやシロアリを素早く捕らえる。現存している他の単孔類であるカモノハシやミユビハリモグラ属のように、卵生であり、育児嚢や母乳で子供を育てる。英語では、エキドナ（Echidna）と呼ばれる。
オーストラリア（中央から北西の砂漠地帯を除く）とタスマニア、ニューギニア島南東部に生息している。
差し迫った絶滅の危機にはないともいわれるが、狩猟や生息地の開発などの人間活動、外来種や寄生虫などにより、オーストラリアにおける分布域は減少しつつある。

## 分布
インドネシア（ニューギニア島南東部）、オーストラリア（タスマニア島および南岸の島嶼を含む）、パプアニューギニア（ニューギニア島南東部）分布域内の岩石地・森林・山地・砂地に生息している。
模式産地はシドニー（ニューサウスウェールズ州）。分布域内では、餌となるアリやシロアリが豊富であれば、生息できるとされている。

## 形態
全長30 - 45センチメートル、体重2 - 8キログラム。吻は約75ミリメートル。首は外部に見えないため首と胴が一緒になっているように見える。耳の穴は頭部の両側についているが、耳介は持たない。目は小さく、くさび形の口吻の基部にある。鼻孔と口は吻の先端にあり、口の開けられる大きさは5ミリメートル程度。体は腹部や顔・脚を除きクリーム色のトゲで覆われており、最大50ミリメートルになるこのトゲは体毛が変化したものであり、大部分は角質化したクチクラでできており、1年に1度生え替わる。トゲの根元（毛根）は体内に約1.5センチメートルほどの所にあり、トゲはそれぞれ独立した筋肉により別々に動かすことができる。トゲの間や腹面、尾も覆っている。黒色や濃い赤褐色、黄褐色の体毛は断熱材の役割を果たしている。体毛やトゲの色のバリエーションは、場所によって様々であり、体毛には、世界最大と言われる約4ミリメートルのノミの一種 Bradiopsylla echidnae が寄生している場合が有る。
体温は30 - 32 ℃の間であるが、5 ℃近くまでに下がると不活発になったり冬眠を行う。汗腺がないため汗をかくことはなく、体温調整のために息を荒くすることもないため、暑い時にはシェルターを探して退避している。秋から冬にかけては不活性状態もしくは冬眠するが、季節にかかわらず、極端な暑さや寒さによっても不活発になる。
多くの生理学適応性がその生活スタイルを手助けしている。穴に潜るので、身の回りの空気中の二酸化炭素濃度が高レベルな環境であっても生存ができる。耳は低周波の感知ができ、土中のアリやシロアリの動きを捉えられる。鼻は周囲環境の情報を収集するための機械受容器と温度受容器で覆われている。嗅覚も良く発達しており、仲間や捕食者を捜すのに使われている。良く発達した視神経をもち、視覚的分別能力と空間記憶能力はネズミのそれと同程度である。脳と中枢神経系は、有胎盤類の進化的比較のために手広く研究された。体の大きさと比較し、他の動物よりも大きな前頭前皮質を持ち、レム睡眠を行うことが知られ、脳は有胎盤類の前障と同等で、共通の祖先から分化したことを示している。四肢は短いが、強力な爪がついており、土を素早く掘るのに適応し、四肢には前後ともに5本の指があり、後足の第2指と第3指の爪は長く伸び、トゲの間を清潔に毛繕いすることができるよう、後ろ向きに曲がっており、“grooming claw”（毛繕いをする爪）と呼ばれる。
オスは後肢に毒の蹴爪を持っていたが、実際に毒を出して武器に使用するカモノハシの雄と異なり、短く（1センチメートル程度、カモノハシは1.5センチメートル）自分自身の針の方が長いので実質武器にはならず、ここから揮発性の化学物質を出してメスを誘う目的に使用するという説が2013年に提唱されている。なお、毒腺との因果関係は不明だが「ハリモグラを素手で扱うと皮膚がピリピリ刺激された」という報告例がある。
顔、あご、舌の筋肉構造も独特で彼らの採食方法に特化している。口は5ミリメートル程度までしか開くことはできない。舌は長く、口吻からは約18センチメートルほど出すことができる。舌は粘着質の唾液で覆われる。舌を出す動きは、舌の形を変え、舌を前方へ出すのを強制する環状筋の収縮と、舌基部とあごの2つのオトガイ舌筋の収縮による。出した舌は血流が止められることにより、木や土壌を貫通することができるほど堅くなる。舌を引き込む動きは、2つの内部縦走筋の収縮による。舌の動きはとても速く、1分間に100回ほど出し入れすることができる。腸はアリなどの外骨格や、同時に飲み込んだ土を粉砕するために長くなっており、成獣で約3.4メートルの長さである。独特の筋肉構造をそなえており、皮筋は大量の筋からなり、皮膚の直下にあり、体全体を覆っている。皮筋の様々な部分の収縮により、形態を変えることができ、最も特徴的な形状は危険が迫った時にボールのように丸まることであり、腹部を守り、鋭いトゲで防御する。他の動物よりも全長に対し短い脊髄を持ち、胸腔をできる限り広げられる。
オスは先端が4つに分かれた特殊な陰茎を持つ。メスは繁殖期が近づくと腹部の皮膚と筋肉が襞状に伸長して袋状になり（育児嚢・孵卵嚢）、この育児嚢の前端に乳腺を発達させる。オスはメスよりも性染色体数が少なく、メスはXXXXXXXXXX（5対）であるが、オスの最後のX染色体は対とはならず、XYXYXYXYX（4対と1つ）である。染色体間に不充分な同一性しかないために、減数分裂時の対合ではXXXXXとYYYYの2種類のみの精子の遺伝子型しか可能とならず、そのためにこの性染色体の複雑なシステムが保存されている。

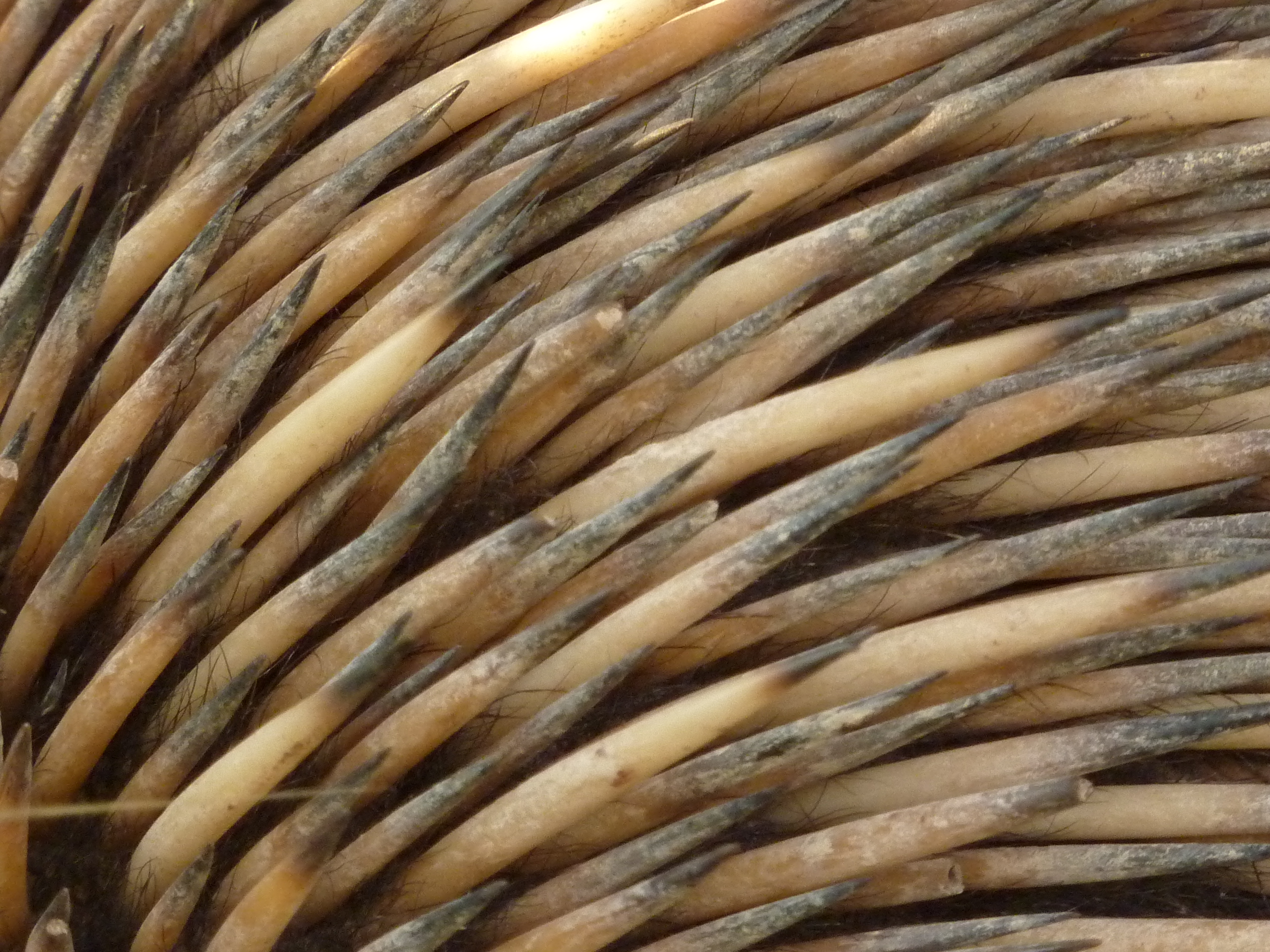
ハリモグラのトゲ
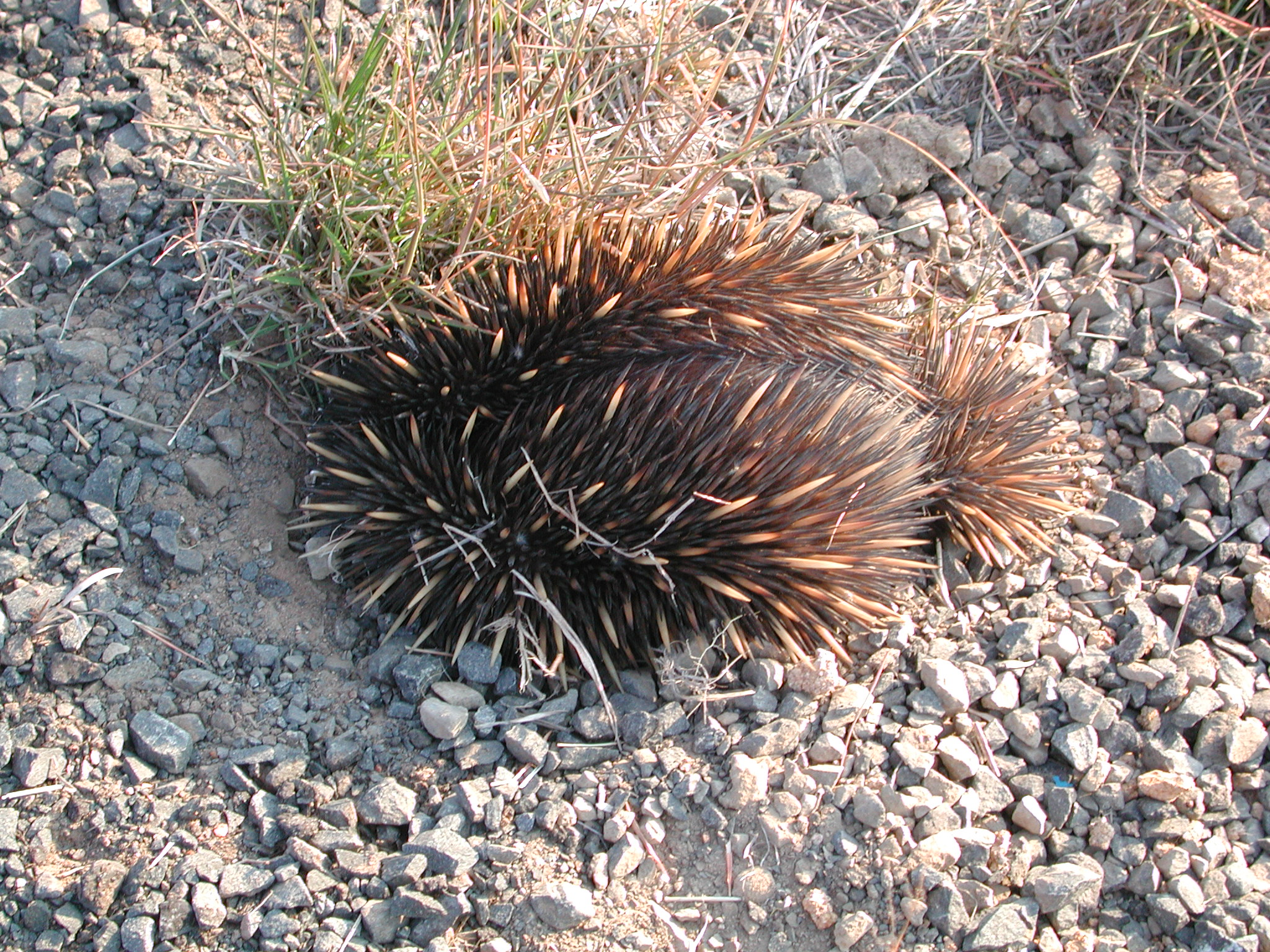
基亜種の背面
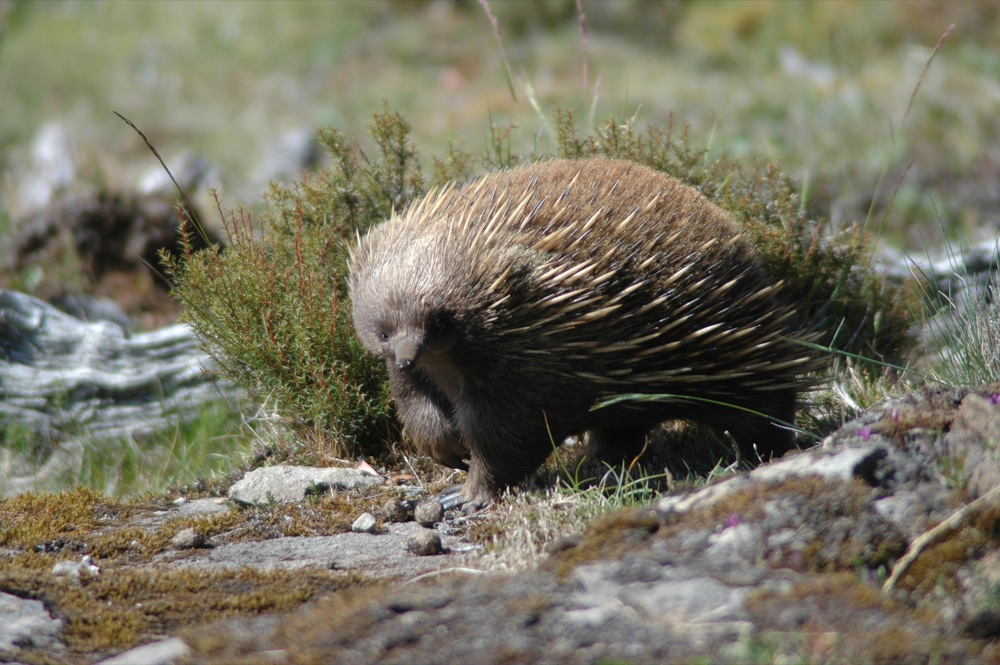
タスマニア亜種

## 分類
1792年にジョージ・ショーにより最初に発表され、この際、南アメリカのアリクイに近縁であるとの考えから、 Myrmecophaga aculeata という学名を付け、オオアリクイ属に分類した。この最初の発表以来、4度に渡り変更がなされ、M. aculeata からOrnithorhynchus hystrix、Echidna hystrix、Echidna aculeata、そして最終的に Tachyglossus aculeatusに決定した。
Tachyglossus とは quick tongue（素早い舌）という意味であり、採餌する際の舌の動きがとても速いことに由来しており、aculeatus は spiny（とげで覆われた）もしくは equipped with spines（とげを備えた）という意味である。
5亜種が確認されており、それぞれが地理的に異なった場所に分布し、体毛の量やトゲの長さおよび幅、後足にある身繕いをするための鉤爪であるグルーミング・クロー（Grooming Claw）の大きさなどに違いが見られる。

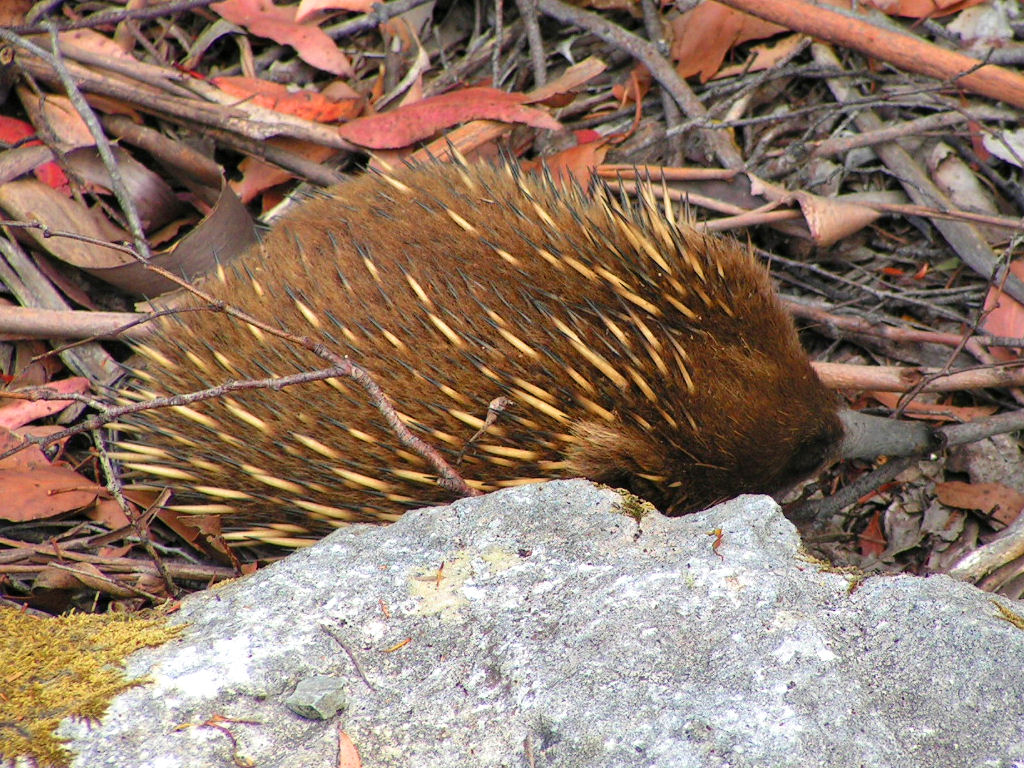
T. a. setosus、バリントン、タスマニア

以下の分類はMSW3(Groves,2005)に従う。
Tachyglossus aculeatus acanthion
ノーザンテリトリーおよび西オーストラリア州
Tachyglossus aculeatus aculeatus
クイーンズランド州、ニューサウスウェールズ州、南オーストラリア州、ビクトリア州
Tachyglossus aculeatus lawesii
ニューギニアの高地および海岸地域に分布しており、クイーンズランド州北東部の熱帯雨林にも分布の可能性がある
Tachyglossus aculeatus multiaculeatus
カンガルー島
Tachyglossus aculeatus setosus
大陸亜種よりも大きく、また体毛はトゲよりも長くなる。

## 生態

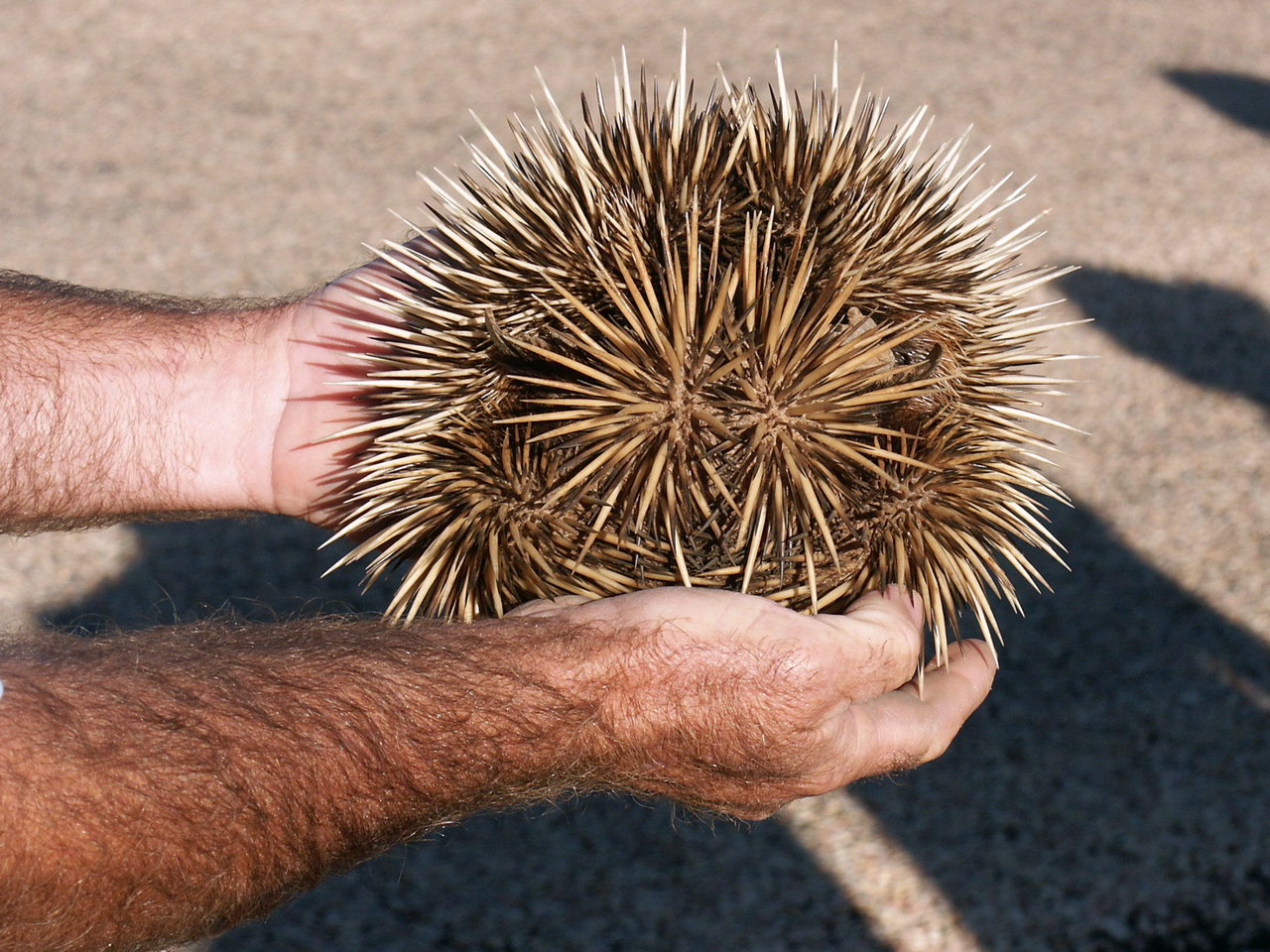
丸まった個体

生態学的研究は体系的な発表がなされていないが、生態学的行動に関するいくつかの研究はなされてきた。
開けた森林やサバンナ・乾燥地帯・熱帯雨林など様々な環境に生息し、農耕地でみられることもある。食物が豊富な多湿林では行動圏が50ヘクタールに達することもある。単独性で、育児のための巣穴掘りを別とすると、特定のシェルターやねぐら、なわばりを持たず、広めの行動圏をもつ。主に薄明薄暮性だが、気温の高い時は夜行性傾向が、気温の低い時は昼行性傾向が強くなる。昼行性ではあるが、汗腺を持たず、体温降下目的での息を荒くすることもしないために、熱さに対処できるようにはなっておらず、暑い時には、薄明薄暮性や夜行性に、行動パターンを変化させる。ある程度の寒さには耐えることができるが、寒冷地においては冬季は冬眠する。驚くと丸くなる・地面を垂直に掘ってトゲだけを地表に出す・岩の隙間や木の下に逃げ込み四肢を踏ん張りトゲを逆立たせるなどの防御行動を行う。なお、素早く走ることができ、木登りも得意である。
アリやシロアリを食べる。吻で落ち葉や下生えを掘り起こして獲物を探す。アリやシロアリの巣は吻や前肢で破壊して、中にいる獲物を舐めとる。餌さえあればどこでも生活できるとされ、口吻の先にある感覚器を使い、匂いによって餌の場所を知り、通常はアリやシロアリを捕食する。獲物を掘り当てるためやシェルター用の穴を掘るために前足の爪を使い、強力に穴を掘ることができる。もし危険が迫り、逃げ場所が見つからなかった時にも素早く地面を掘る。
朽木にシロアリが豊富であるオーストラリアの森林地帯では普通に見られ、農村地帯の低木地帯や草原、乾燥地帯、都市の郊外などでも見られる。ニューギニアでの分布は余り知られておらず、西部ではメラウケから、東部ではポートモレスビーの東部にあるケルプ・ウェルシュ川の間のニューギニア南部に分布し、疎林で見られる。
単独性であり、5月から9月の間に繁殖相手を探すとされるが、明確な繁殖期は地方により異なる。オーストラリア大陸では6 - 8月に交尾を行うがタスマニア島では6月末から9月初旬と差異がある。メスは総排泄孔をめくりだすようにして臭い付けを行い、この臭いによりオスがメスを追跡すると考えられている。繁殖期には複数個体が集まることもあり、1頭のメスに対し5頭のオスが列になって追尾していたという報告例もある。この間、雌雄ともに強い匂いを発する。1989年に最初に観察されたのであるが、求愛行動の間、オスはメスを探し出し、追いかける。最大4週間続く求愛行動では、10頭ほどのオスの列が1頭のメスを追いかける様子が観察されている。この求愛行動の期間も場所により様々である。分布域の冷温な場所、例えばタスマニアなどでは、メスは冬眠から目覚めた数時間以内に交尾を行うことがある。交尾の前に、オスはメスの、特に総排出口の匂いに注意して匂いをかぐ。オスはしばしばメスの周りを回りながら観察し、そして2頭が腹部と腹部を合わせられるように、同じような体勢をとる。
左右対称の、ロゼットのような、先端が4つに分かれた陰茎（爬虫類に似ている）を、射精の間は半分が閉じ、交互に使用する。各々約100の精子の塊がさらに高い精子の運動性を与えるようで、オス間の精子の競争の可能性がある。それぞれの交尾により1つの卵が生産され、メスは繁殖期の間、ただ1度だけ交尾することが知られている。つまり、各々の交尾は成功する。
受精は卵管で起こり、妊娠期間は21 - 28日で、その間メスは育児のための巣穴を掘る。この中の気温は15℃前後に保たれるが、これは他の哺乳類の育児のための巣穴よりも低い。妊娠期間の後、腹部に発達させた育児嚢に、直径14 - 16ミリメートルの。卵を1個だけ産む。卵はメスの腹部にある孵卵嚢の中に産みつけ。産卵時には仰向けの体勢になる。卵は約10日で孵化する。孵化前の幼獣は、卵歯や角質の小さな突起を使って卵殻を割る。生まれたばかりの幼獣は約1.5センチメートル、体重0.3 - 0.4グラムである。幼獣は育児嚢の中にある対になった乳腺からしみだしてくる母乳を飲む。授乳期間は6か月。孵化後の幼獣（puggle（パグル）という呼び名で知られる）は母親の乳輪を自身で探し出すが、単孔類は乳首を持たず、この乳輪は母乳が染み出してくる特化した部分である。母乳を飲む方法はまだ知られていないが、各々の授乳期間に多量の母乳を摂取することが観察されており、母親は5 - 10日間、巣穴に子供を置き去りにする。母乳の主成分は脂肪、プロテイン（フコシルラクトースとシアリルラクトース）、鉄分が多く含まれ、ピンク色をしている。生後2か月ほどで幼獣のトゲが発達し始めると、メスは幼獣を孵卵嚢に入れるのを嫌がるようになり外に追い出される。幼獣は、トゲが成長する時期（最終的に2 - 3か月）で育児嚢から出る。授乳は徐々に減少し、授乳期間は約200日程度で乳離れする。約180 - 240日で巣穴を去る。生後1年ほどで独立する。
性成熟の年齢は4 - 5年とされていたものの不確実であったが、2003年に発表された12年間の野外研究により、5年から12年で性成熟し、繁殖頻度は2年に1回から、6年に1回であるとされる。寿命は野外では最大45年ほどである。

## 人間との関係
古くは “Spiny Anteater”（トゲアリクイの意）と呼ばれていたが、上記の発表に端をなすのみで、実際はアリクイとの生物学上の関係がないため、この表現は使われなくなった。分布地域での先住民の言語では様々な名前が与えられており、西オーストラリア州南西部のヌーンガー族 Noongar はNyingarnと呼び、ノーザンテリトリーのアリススプリングス南西部のセントラル・オーストラリア地域では、ピチャンチャチャラ族 Pitjantjatjara が、Porcupine Grass(Triodia属)のとげに対する言葉のtjiriという言葉に由来するtjilkamataやtjiriliと呼んでいる。この言葉は“のろま”という意味も有する。
ヨーク岬半島の中央部では、Pakanh語族は(minha) kekoywa（minhaは“肉”や“動物”を修飾する言葉である）と呼び、Uw Oykangand 語族は(inh-)ekorak、Uw Olkola 語族は(inh-)egorag（inh-はやはり“肉”や“動物”を修飾する言葉である）と呼ぶ。また、ニューギニア南西部の高地地域では、Daribi族とChimbu族によってMungweとして知られている。

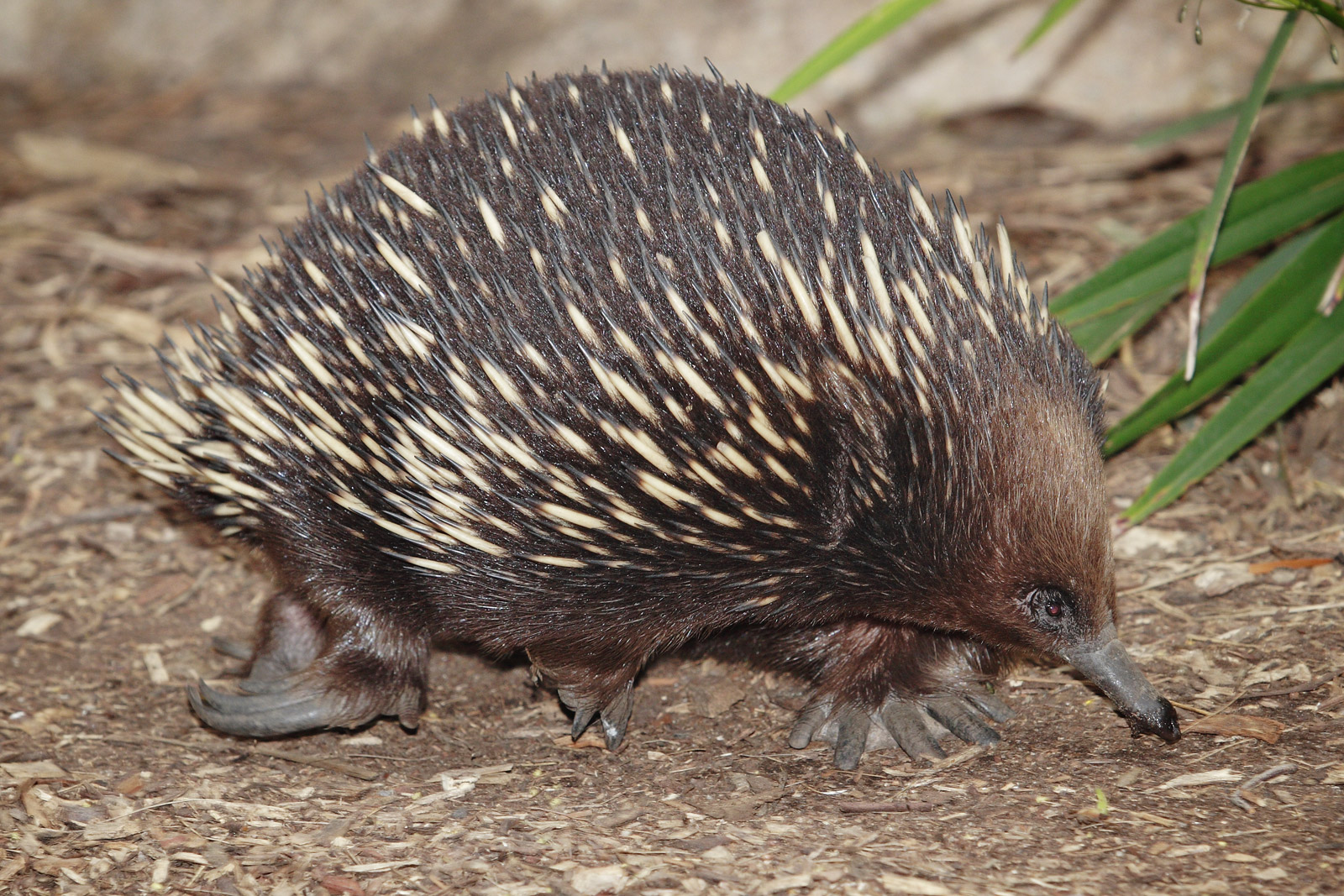
移動中のハリモグラ

大きな脅威はなく、生息数は安定し絶滅のおそれは低いと考えられている。一方でニューギニア島では地域によって食用や薬用の狩猟による影響が懸念されている。オーストラリアの温暖地域やニューギニアの低地に広く分布しており、絶滅危惧種ではない。オーストラリアにおける他の種よりも、餌となるアリやシロアリが豊富に生息していれば、他には特別な生息環境を必要としないため、土地開発による影響は少ない。
トゲによる防御方法を持つにもかかわらず、猛禽類やタスマニアデビル、ディンゴ、イヌ、ネコ、キツネなど多くの捕食者がいる。
オーストラリア先住民や初期のヨーロッパ入植者にも食べられていたが、当地の動物にとって最も普通の脅威は生息地の破壊や自動車であり、これらは地域個体群の絶滅を引き起こす可能性がある。移入された寄生虫であるマンソン裂頭条虫による伝染病は致命的である。クイーンズランド野生動物保護協会はオーストラリアの動物種を観測する Echidna Watch（ハリモグラの監視）と呼ばれる調査をオーストラリア全土で行っている。
飼育下繁殖は、一部の繁殖周期が珍しいため難しく、5個所の動物園だけが成功しているが、成熟するまでの成長には至っていない。このことはミユビハリモグラ属 Zaglossus 内のハリモグラの絶滅危惧種やハリモグラに対しても少なからず、保護する意味合いをもつ。
日本語の呼び名は、背中の針と、前脚の形や役割、顔つきなどがモグラに似ていることから名づけられたもので、モグラとの生物学上の共通点はない。ハリネズミやヤマアラシとは体が針で覆われている点で共通するが、系統分類的には関係ない。
オーストラリア先住民のアボリジナル・アートや伝承を含む自然崇拝文化を特徴づけており、西オーストラリア州のNoongar族を含むいくつかのグループにとって、トーテム（象徴）となっていた。多くのグループはこの動物の神話を持っている。
ある神話では、腹を空かせた若者のグループが夜間に狩りに行き、ウォンバットを発見した際にハリモグラが作られたと説明している。彼らはウォンバットをめがけてやりを投げたが、暗闇で投げたやりを見失ってしまった。ウォンバットはやりを己の防具に改造し、ハリモグラへと変化したのである。
別の神話では、食い意地の張った男が食糧を彼の部族から隠した神話を伝えている。戦士達は彼をやりで刺し、彼は藪の中へと這って逃げた。そこで彼はハリモグラへと姿を変え、やりは彼のトゲへと変化したのである。
現代オーストラリアの象徴的な動物であり、オーストラリアの5セント硬貨、および1992年に発行された200ドル記念硬貨に描かれていることである。郵便公社のいくつかの発行物にも含まれている。オーストラリアの切手に描かれた4種のオーストラリア在来種の1つであり、1974年には25セント切手に、1987年には37セント切手に、1992年には35セント切手に描かれた。

## キャラクター
- ミリー（Millie） - シドニーオリンピックにおける3匹のマスコットのうちの1匹[41]。
- ハーリー - NHK教育テレビで放送されたアニメ作品はりもぐハーリーの主人公。
- ナックルズ・ザ・エキドゥナ - ゲーム作品「ソニックシリーズ」に登場するキャラクター。